# بیسینگن
بیسینگن (به آلمانی: Bissingen) یک شهر در آلمان است که در بایرن واقع شده‌است.

## خصوصیات
بیسینگن ۳۴٫۲۲ کیلومترمربع مساحت دارد ۴۵۴ متر بالاتر از سطح دریا واقع شده‌است.

## خواهرخوانده
شهر Oberwiera خواهرخواندهٔ بیسینگن هست.